# 週末いいね!
『週末いいね!』（しゅうまついいね）は、日経CNBCで放送されている番宣番組。

## 番組内容
日経CNBCで週末に放送されている番組から、その週おすすめの「いいね!」番組を紹介している。概ね取り上げる番組としては「日経CNBCドキュメンタリーアワー」「日経スペシャル カンブリア宮殿」「日経スペシャル ガイアの夜明け」（後者2つテレビ東京系地上波のディレイ放送番組）のその週の週末放送分のものである。毎回、「○○（番組名）に、いいね!」とフレーズを述べてからその紹介になる。

## 放送時間
- 本放送：毎週 木曜 20:00 - 20:06
- 再放送：
  - 毎週 木曜 22:25 - 22:30
  - 毎週 金曜
    - 7:55 - 8:00
    - 16:35 - 16:38
    - 20:00 - 20:06
    - 22:25 - 22:30

  - 毎週 土曜
    - 9:27 - 9:30
    - 12:55 - 13:00
    - 19:27 - 19:30

## メインキャスター
- 石河茉美
- 谷中麻里衣